# Ева Сабо
Ева Сабо (угор. Éva Szabó; 30 жовтня 1945 — листопад 2022) — угорська тенісистка.
Найвищим досягненням на турнірах Великого шолома був чвертьфінал в одиночному розряді.

## Фінали

### Одиночний розряд (7–4)
| Результат | Ранг | Рік           | location           | Покриття | Суперниця       | Рахунок       |
| --------- | ---- | ------------- | ------------------ | -------- | --------------- | ------------- |
| Перемога  | 1.   | серпень 1966  | Будапешт, Угорщина | Ґрунт    | Клара Бардоці   | 8–6, 6–3      |
| Перемога  | 2.   | серпень 1967  | Будапешт, Угорщина | Ґрунт    | Дєндьї Фехер    | 6–3, 6–2      |
| Поразка   | 1    | вересень 1968 | Будапешт, Угорщина | Ґрунт    | Ерсебет Полгар  | 4–6, 6–8      |
| Перемога  | 3.   | липень 1970   | Будапешт, Угорщина | Ґрунт    | Агнеш Грацоль   | 6–3, 6–1      |
| Поразка   | 2.   | жовтень 1970  | Бухарест, Румунія  | Ґрунт    | Юдіт Дібар-Гохн | 2–6, 1–6      |
| Поразка   | 3.   | липень 1971   | Будапешт, Угорщина | Ґрунт    | Юдіт Сереньї    | 2–6, 2–6      |
| Перемога  | 4.   | вересень 1971 | Будапешт, Угорщина | Ґрунт    | Ержебет Селль   | 4–6, 6–4, 6–2 |
| Поразка   | 4.   | серпень 1973  | Пескара, Італія    | Ґрунт    | Ольга Морозова  | 0–6, 6–1, 7–9 |
| Перемога  | 5.   | вересень 1973 | Будапешт, Угорщина | Ґрунт    | Беатрікс Клейн  | 6–3, 6–3      |
| Перемога  | 6.   | вересень 1974 | Будапешт, Угорщина | Ґрунт    | Каталін Борка   | 6–2, 6–3      |
| Перемога  | 7.   | липень 1975   | Будапешт, Угорщина | Ґрунт    | Рената Томанова | 2–6, 7–5, 6–4 |

### Парний розряд (6–2)
| Результат | Ранг | Рік           | location               | Покриття   | Партнерка      | Суперниці                             | Рахунок       |
| --------- | ---- | ------------- | ---------------------- | ---------- | -------------- | ------------------------------------- | ------------- |
| Перемога  | 1.   | серпень 1966  | Будапешт, Угорщина     | Ґрунт      | Клара Бардоці  | Ержебет Селль Дєндьї Фехер            | 6–3, 4–6, 7–5 |
| Перемога  | 2.   | серпень 1968  | Будапешт, Угорщина     | Ґрунт      | Клара Йосаї    | Клара Бардоці Ержебет Селль           | 6–0, 6–1      |
| Поразка   | 1.   | липень 1970   | Будапешт, Угорщина     | Тверде (i) | Юдіт Сереньї   | Мілослава Голубова Власта Вопічкова   | 5–7, 4–6      |
| Поразка   | 2.   | серпень 1970  | Будапешт, Угорщина     | Ґрунт      | Агнеш Грацоль  | Євгенія Йзопайтіс Ірена Шкуль         | 1–6, 3–6      |
| Перемога  | 3.   | квітень 1974  | Монако, Монако         | Ґрунт      | Гайде Орт      | Леа Періколі Даніела Порціо           | 6–4, 7–6      |
| Перемога  | 4.   | липень 1974   | Кіцбюель, Австрія      | Ґрунт      | Беатрікс Клейн | Ана Марія Аріас Іріс Рідель-Кюн       | 6–1, 6–4      |
| Перемога  | 5.   | вересень 1974 | Скоп'є, Югославія      | Ґрунт      | Беатрікс Клейн | Фйорелла Бонічеллі Мілослава Голубова | 6–3, 6–4      |
| Перемога  | 6.   | березень 1975 | Больє-сюр-Мер, Франція | Ґрунт      | Беатрікс Клейн | Антонелла Роза Монік Ван Гавер        | 4–6, 6–3, 7–5 |